# Campo de gelo Columbia

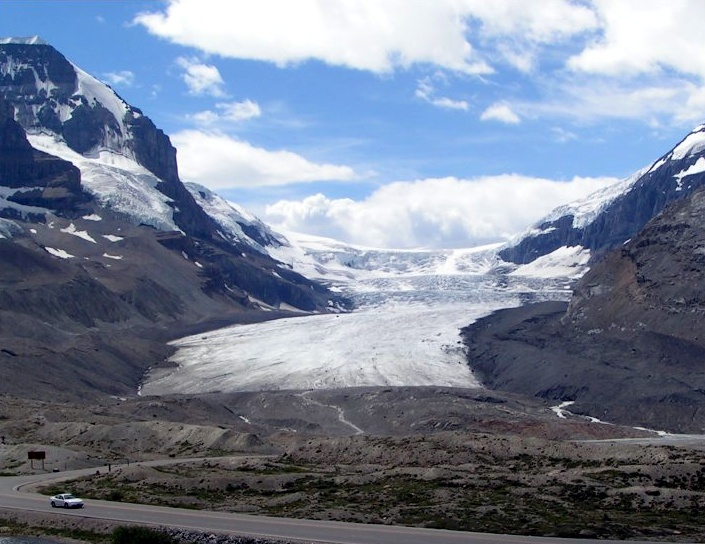
Vista do Athabasca Glacier.

O Campo de gelo Columbia (Columbia Icefield) é um dos maiores campos de gelo e neve abaixo do círculo polar ártico. Localiza-se nas Montanhas Rochosas no Canadá, entre os parques nacionais de  Banff e Jasper, ambos na província de Alberta. É o maior acúmulo de gelo das Montanhas Rochosas, possuindo cerca de 325 km² de área, 100 a 365 m de profundidade, além de receber cerca de 7 m de neve por ano. No local há vários glaciares ou geleiras e, entre as maiores estão as denominadas: Athabasca, Castleguard, Columbia, Domee e Stutfield.
Os rios North Saskatchewan, Athabasca e Colúmbia, originam-se a partir do Columbia Icefield.
Algumas altas montanhas dos chamados Canada Rockies ficam nas suas proximidades:
- Monte Andromeda (3450 m)
- Monte Athabasca (3491 m)
- Monte Bryce (3507 m)
- Monte Castleguard (3090 m)
- Monte Columbia (3747 m)
- Monte King Edward (3490 m)
- Monte Kitchener (3505 m)
- North Twin Peak (3684 m)
- South Twin Peak (3566 m)
- Snow Dome (3456 m) - o triponto hidrográfico entre as bacias que drenam para o oceano Pacífico, o oceano Ártico e a baía de Hudson
- Pico Stutfield (3450 m)